# Модерн (театр)
Моско́вский драмати́ческий теа́тр «Моде́рн» («Моде́рнъ») — драматический театр, основанный в 1987 году в Москве.

## История театра
Театр был основан Светланой Враговой 9 февраля 1987 года. С 1987 по 1988 годы он назывался Московским экспериментальным молодёжным театром-студией.
15 февраля 1988 года стал именоваться Московским театром-студией на Спартаковской площади.
В основу труппы театра был взят выпускной курс Щепкинского театрального училища Михаила Царёва, и уже первый спектакль «Дорогая Елена Сергеевна» Людмилы Разумовской прославил молодых актёров. В 1989 году спектакль совершил турне по Югославии в рамках фестиваля «Перестройка в СССР», а 1990 году отправился в США.
8 февраля 1994 года театр вновь меняет своё название. С тех пор он называется Московский драматический театр «Модернъ». В то время он начал разрабатывание проблематики рубежа XIX-XX веков, связанную с таким явлением в культуре, как стиль «модерн». Спектакль «Катерина Ивановна», поставленный Светланой Враговой в 1995 году, представлял Россию на юбилейном Белградском театральном фестивале и был назван критиками спектаклем, прокладывающим новые пути в искусстве.
7 декабря 2016 года Департамент культуры города Москвы расторг контракт с руководителем театра Светланой Враговой-Гюрджан «в связи с многочисленными нарушениями в ведении финансовой и хозяйственной деятельности Государственного бюджетного учреждения культуры города Москвы «Московский драматический театра «Модернъ», выявленными Главным контрольным управлением города Москвы».
30 декабря 2016 года художественным руководителем Московского драматического театра «Модернъ» назначен Юрий Грымов.
26 января 2017 года художественный руководитель Юрий Грымов в своём первом интервью после назначения рассказал о будущем театра:

«В «Модерне» я собираюсь задействовать всю труппу театра... «Модерн» означает «современный». Я не хочу, чтобы это название относилось к какому-либо, даже самому замечательному, периоду Серебряного века, ар деко или ар нуво. Это — художественное направление в истории искусства, а театр составляют живые люди и современный репертуар.
По моей концепции в репертуаре должно быть процентов семьдесят современных пьес — мировых, но с приоритетом российских авторов. И тридцать процентов классики. Вот такой баланс. Сейчас у меня в портфеле есть двенадцать пьес, которые хотелось бы реализовать. Из них восемь в Москве не ставили»— Юрий Грымов
.
1 февраля 2017 года на пресс-конференции в ТАСС художественный руководитель Юрий Грымов и директор театра Алексей Черепнёв сообщили о смене названия театра.  Буква «еръ» ушла из названия, витиеватый стиль ар-деко заменён на минимализм. 

«Я считаю, что театр – это не здание. Это, прежде всего, люди, которые там работают и которые приходят на спектакли. В театре должна быть жизнь. Поэтому мы убираем из логотипа последнюю букву «ъ» и говорим, что мы театр «Модерн» — то есть современный. Со всеми вытекающими отсюда последствиями»— Юрий Грымов
.
Также был представлен новый логотип театра «Модерн» — стилизованная звезда, встроенная в само название. По словам Юрия Грымова, звезда — это сильный символ, устремлённый своими лучами как вовне, так и соединяющий внутри себя множество векторов. Этот символ можно воспринимать как символ творчества: оно впитывает, собирает и концентрирует авторское ощущение мира, пространства и времени и затем устремляет вовне переосмысленный опыт этого восприятия. В новом дизайне не будет использоваться красный цвет: звезда не должна навечно стать символом революции и большевистского хаоса. Вместо этого основой нового дизайна стали оттенки синего цвета, который ассоциируется с духовным балансом, символизирует устремление к гармонии внутреннего мира.

## Логотип

Логотип Московского драматического театра «Модернъ» (1994 — 2017).
Логотип Московского драматического театра «Модерн» (с 1 февраля 2017).

## Залы
В театре «Модерн» располагаются три зрительных зала: один большой (353 места) и два малых (108 и 99 мест).
В октябре 2017 года малый зал на первом этаже (сцена № 1) стал называться «Залом Светланы Враговой», малый зал на втором этаже (сцена № 2) — «Залом Владимира Зельдина», а большой зал (сцена № 3) — «Залом Премьер».
В апреле 2023 года малый зал на первом этаже был переименован в «Зал имени Владимира Левашёва».

## Художественные руководители
- Светлана Врагова (с 9 февраля 1987 по 6 декабря 2016)[6]
- Алексей Черепнев (с 7 по 29 декабря 2016) — исполняющий обязанности[7]
- Юрий Грымов (с 30 декабря 2016[8])

## Директора
- Алексей Черепнев (с 27 января 2017[9] по 5 июля 2021[10])
- Ольга Ивашова (с 23 июля 2021[11] по 4 июля 2022)
- Павел Нестратов (с 5 июля 2022 по 3 июля 2023[12])
- Александр Бениш (с 4 июля 2023[13])

## Труппа

### Заслуженные артисты
- Любовь Новак
- Леонид Трегуб

### Артисты
- Юрий Анпилогов
- Сергей Аронин
- Алексей Багдасаров
- Алексей Баранов
- Александра Богданова
- Глеб Бор
- Александр Борисов
- Валерия Валюженич
- Марина Дианова
- Роман Зубрилин
- Денис Игнатов
- Евгений Казак
- Марианна Канивец
- Василиса Кашуба
- Фотис Келепурис
- Александр Колесников
- Мария Кондратова
- Константин Конушкин
- Валерия Королева
- Нина Косарева
- Кристина Левченко
- Михаил Матыченко
- Надежда Меньшова
- Александр Мирлюнди (Жуков)
- Евгений Невар
- Шамиль Мухамедов
- Мария Орлова
- Вадим Пинский
- Александра Плетнева
- Александр Серый
- Юрий Соколов
- Александр Толмачев
- Вильдан Фасхутдинов
- Маина Чижевская
- Богдан Щукин
- Илья Янцов

## Приглашённые артисты

### Заслуженные артисты
- Дмитрий Бозин
- Анна Каменкова
- Анастасия Светлова
- Маргарита Шилова
- Игорь Яцко

### Артисты
- Ольга Гапоненко
- Полина Кахорова
- Диллон Олойеде
- Светлана Рубан
- Владислав Свиридов
- Надежда Селиванова
- Лев Смирнов
- Пётр Ступин
- Анастасия Сычёва
- Жанна Чирва
- Илья Янцов

## Ранее служили в театре «Модерн»
- Андрей Барило (2011—2013) — приглашённый актёр
- Юрий Беляев (2012—2014) — приглашённый актёр
- Ольга Богданова (2015—2016) — приглашённая актриса
- Андрей Болсунов (2011—2013) — приглашённый актёр
- Олег Вавилов (2005—2019) — приглашённый актёр
- Евгений Вальц (2005—2007)
- Юрий Васильев (1995—2016) — приглашённый актёр
- Вера Васильева (2008—2019) — приглашённая актриса
- Ирина Гринёва (2008—2022) — приглашённая актриса
- Вячеслав Дьяченко (2002—2010)
- Владимир Зельдин (2007—2016) — приглашённый актёр
- Валерий Золотухин (2010—2012) — приглашённый актёр
- Валентина Игнатьева (1993—2000)
- Владимир Левашёв (2002—2023)
- Илзе Лиепа (2000—2013) — приглашённая актриса
- Олег Масленников-Войтов (2001—2012)
- Лолита Милявская (2021—2023) — приглашённая актриса
- Спартак Мишулин (1999—2005) — приглашённый актёр
- Лика Нифонтова (2018—2023) — приглашённая актриса
- Сергей Пинегин (1987—2014)
- Артур Сопельник (2013—2017)
- Руслан Спиридонов (?—2011)
- Елена Стародуб (2002—2018)
- Наталья Тенякова (2007—2016) — приглашённая актриса
- Любовь Толкалина (2012—2014) — приглашённая актриса
- Нелли Уварова (2015—2020) — приглашённая актриса
- Александр Усов (2008—2022) — приглашённый актёр
- Олег Царёв (1987—2017)
- Мариэтта Цигаль-Полищук (2011—2013) — приглашённая актриса
- Алёна Яковлева (1995—2016) — приглашённая актриса

## Спектакли
- 13 января 2013 — «Три поросёнка и серый волк» (Сергей Михалков, постановка Светланы Враговой)
- 2 апреля 2017 — «Сказки простого карандаша» (Евгений Клюев, постановка Елены Котихиной)
- 23 мая 2017 — «О дивный новый мир» (Олдос Хаксли; постановка, сценические решения и подбор музыки Юрия Грымова)
- 22 декабря 2017 — «Юлий Цезарь Live» (Уильям Шекспир; постановка, сценография, свет, хореография и подбор музыки Юрия Грымова)
- 2 января 2018 — «Затерянный мир» (Артур Конан Дойл; постановка, инсценировка, костюмы, свет и подбор музыки Юрия Грымова) [14]
- 5 июня 2018 — «На дне» (Максим Горький; постановка, хореография и музыкальное оформление Юрия Грымова)
- 15 декабря 2018 — «Маленький ослик» (по пьесе Татьяны Макаровой «Заветная мечта»; постановка Михаила Водзуми)
- 8 февраля 2019 — «Ничего, что я Чехoff?» (по пьесе Екатерины Нарцизовой-Шипуновой «Про лошадь»; постановка, сценография и музыкальное оформление Юрия Грымова)
- 19 сентября 2019 — Nirvana (Михаил Трофименко; постановка, сценография и музыкальное оформление Юрия Грымова)
- 10 декабря 2019 — «Война и мир» (Лев Толстой; постановка, сценография и музыкальное оформление Юрия Грымова)
- 20 февраля 2020  — «Сказки для взрослых» (Дон Нигро; постановка, сценическая редакция и музыкальное оформление Сергея Аронина)
- 17 сентября 2020 — «Человек с глазами Моцарта» (Марина Сулчани; постановка и музыкальное оформление Юрия Грымова)
- 25 ноября 2020 — «Кладбище понтов» (Рина Ю; постановка, инсценировка, сценография и подбор музыки Юрия Грымова)
- 27 апреля 2021 — «#хочунемогу» (по пьесе Елены Исаевой «Я боюсь любви»; постановка, сценическая редакция и музыка Сергея Аронина)
- 16 октября 2021 — «Пётр I» (Дмитрий Мережковский, Алексей Толстой; постановка, сценография и музыкальное оформление Юрия Грымова)
- 9 декабря 2021 — «Цветочки зла» (пьеса, постановка и исполнение Сергея Аронина)
- 24 мая 2022 — «Масквичи» (Екатерина Брезгунова; постановка и музыкальное оформление Юрия Грымова)
- 17 октября 2022 — «Леонардо» (Дмитрий Мережковский; постановка, инсценировка, сценография, свет и музыкальное оформление Юрия Грымова)
- 1 сентября 2023 — «Цветы нам не нужны» (по пьесе Надежды Селивановой «Шпандау»; постановка, сценография, свет и музыкальное оформление Юрия Грымова)
- 28 октября 2023 — «Иуда» (Александр Шишов; постановка, сценография, свет и музыкальное оформление Юрия Грымова)
- 14 февраля 2024 — «Страсти по Торчалову» (Никита Воронов, постановка Шамиля Мухамедова)
- 7 марта 2024 — «Вероника решает...» (Пауло Коэльо; постановка, сценография, свет и музыкальное оформление Юрия Грымова)
- 5 октября 2024 — «Скотный двор» (Джордж Оруэлл; постановка, сценография, свет и музыкальное оформление Юрия Грымова)

## Адрес театра
г. Москва, Спартаковская площадь, д. 9/1.